# 性器切断
性器切断（せいきせつだん）は、広義には割礼、字義通りであればいわゆるFGM（女性器切除）なども含み、また、宦官、カストラートといった概念をも包括する語であるが、本項では主として性行為または生殖に直接影響を及ぼすものについて解説する。

## 概説

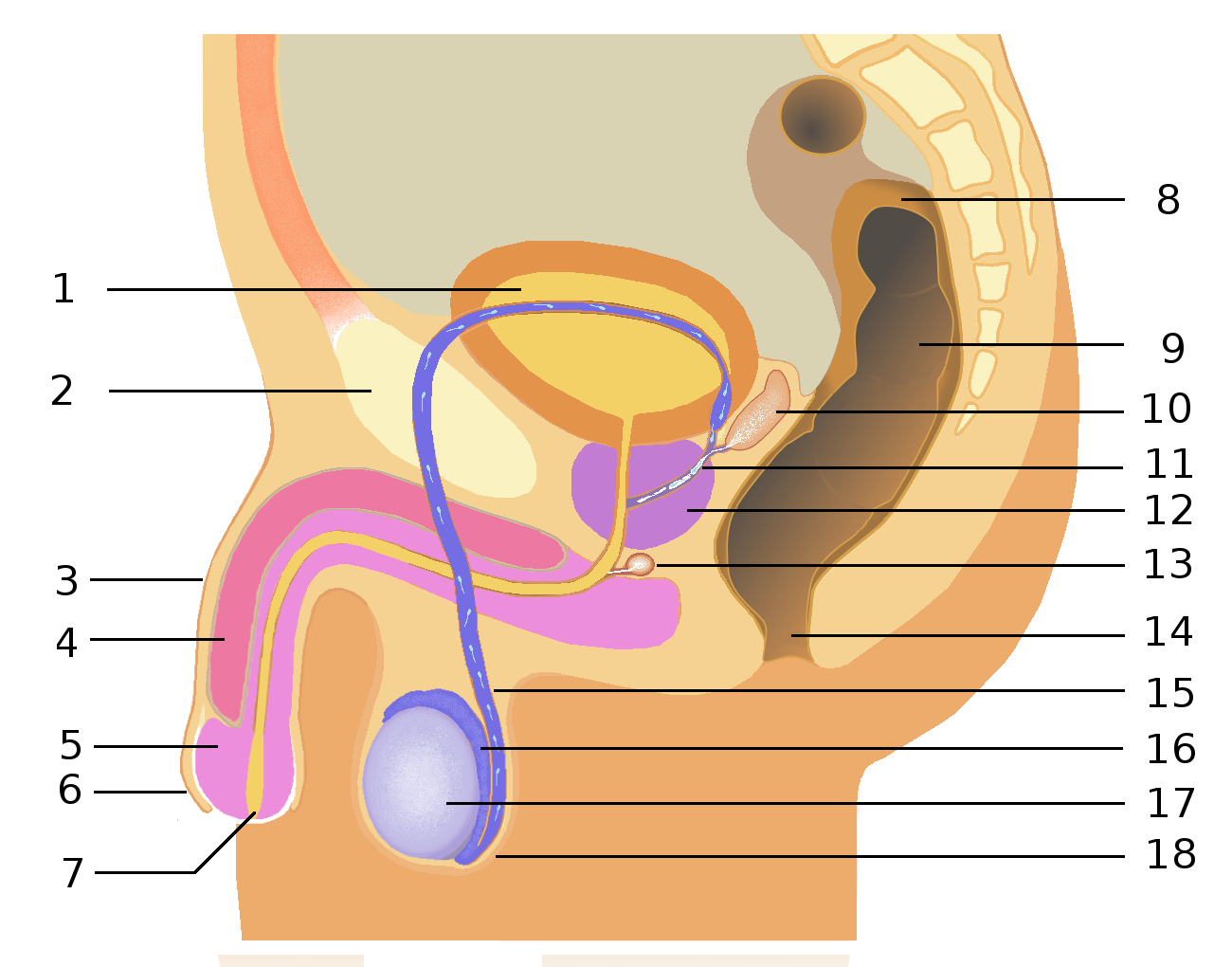
男性生殖器解剖図
1.膀胱 2.恥骨 3.陰茎 4.陰茎海綿体 5.亀頭 6.包皮
7.尿道口 8.S状結腸 9.直腸 10.精嚢 11.射精管
12.前立腺 13.尿道球腺 14.肛門 15.精管 16.精巣上体
17.精巣 18.陰嚢

字義の通りであればFGMなどを含むが、これは一般に女性外性器の切除を意味し、必ずしも性行為に影響を残すものとは言えない。これに対し、男性器の場合、外性器とは陰茎と陰嚢を指し、前者は性交するために用いられる器官であり、後者は生殖に必要な精子を産生する精巣を有し、いずれを欠いても性行為および生殖に大きな影響を来すものである（男性の通過儀礼の中には、包皮を切除する普通の「割礼」のほか、施術後に排尿の姿勢が変化する「尿道割礼」や、片方の睾丸を切除する「半去勢」などもあるが、ここでは取り上げない）。

### 俗的表現
陰茎または全性器の切断を「チン切り」、陰嚢の切除を「たま抜き」または「たま取り」と呼び、口語やスラングとしてはこうした呼び名がしばしば使われ、一般に普及している。また「チン切り」と同義の「羅切」という用語も使われることがある。このほか、鼠径部側の切断面を「切り株」と称したり、図解にある解剖図のごとく陰茎を縦に切り裂くことを「縦割り」と呼ぶこともある。
実際の陰茎はスポンジ状の毛細血管が集まった海綿体で構成されており、特別な処理なく「縦割り」を行っても図解のように形状を 保つことはできず、大量出血とともに収縮する。

## 本人の嗜好による性器切断
これは、性的願望の実現のための性器切断と、逆に性欲抑制の願望のための性器切断に大別される。

### SMとしての性器切断
SMの要素、プレイのひとつに「切断」がある。これは四肢切断なども含む言葉であるが、いずれにせよ、これらが現実に行われるケースは少ない。切断される側が仮に承認したものであったとしても、日本では医療関係の法規に違反すると解されており、場合によっては傷害罪に問われる可能性もあるからである。
しかし、このような加虐嗜好または被虐嗜好を有する者は現実に存在し、アメリカ合衆国やカナダにおいては、このような行為を支援する「BME（Body Modification Ezine）」や「Eunuch Org」などの組織が、インターネット上でサイトを開設し、法規に触れない自己切断の事例報告、非合法で行う素人手術（ほとんどが家畜用去勢器具を利用した睾丸のみの去勢）への注意事項の周知、BBSやチャットにおける情報交換、中南米のある国（国名はネット上では明らかにされていない）における医師による手術の実践イベントの募集などが行われている。
切断部位としては、睾丸のみの摘出、睾丸と陰嚢の切除、亀頭切断、陰茎の一部切断、腹腔外部の陰茎切断、腹腔内部も含めた陰茎の全部切除、全生殖器の切除などがあり、陰茎の全部切除や全生殖器の切除の場合は、洋式便器に座っての排尿をスムーズにするため、尿道口の下方への付け替えなども行われる。
SMプレイとしての性器切断の意義であるが、腕や脚といった部位の切断の場合は、一般生活上での支障を来すものの、痛覚こそあっても性的な概念に直結するものとは言えない。手足の自由を奪っての緊縛プレイや放置プレイは存在するが、これらは切断による痛覚を乗り越えた先にあると言え、フィクションではしばしば登場するが現実的なプレイとは言い難い。
また、切断に伴う単純な肉体的痛覚に留まらず、切断行為後は、自分が一生涯生殖行為を出来なくさせられるか、重大な支障を来たすようにさせられる、または、相手を一生涯生殖行為を出来なくさせるか、重大な支障を来たすようにしてしまうという、精神的な絶望感または征服感が、興奮をもたらすと考えられる。切断の部位によっては、性欲だけ残るものの満足な、あるいは一切の性的行為ができないといった、貞操帯着用プレイに似た興奮をもたらす場合もある。

### 性欲抑制としての性器切断
ジークムント・フロイトは著書の中で去勢への恐怖と願望について触れている。これが性器切断へのマゾヒズム、サディズムなどの性的な動議以外にも、性欲抑制の願望を引き起こすことは、十分に考えられる。
ドイツでは2003年、41歳の男性が自らの強烈な性欲を抑える目的で自傷行為に及んだ。勢い付けのために故意に泥酔した上で行ったこともあり、大量の出血により一時は深刻な状態に陥った。
このような事例は、すなわち外面に対して放たれる性欲を、内面的に留めて断ち切ってしまおうとするものであり、いわばSMとしての性器切断や、それによって引き起こされる猟奇事件とは対照的な位置にあるものともいえる。
また、アフリカでは、女性の性欲を抑えることを目的として、女性器を切り取ることも行われる。もっとも、その実効性は定かではない。

## 宗教的目的での性器切断
宗教的理由による男性器切断は、人身御供としてのものと、教義や個人的修行としてのものに大別される。

### 人身御供あるいは儀式としての性器切断
マヤ文明における人身供犠は比較的よく知られているが、同時に性器崇拝も存在した。そして、これらの融合した宗教儀式として、男性器に傷を付けたり切断するなどが行われていたとも言われている。
これらの儀式には大きく「占い」と「祈り」に分類することができる。前者は神や精霊からの預言であり、これに対して後者は神に捧げることにより国や村の運命を主導的に動かそうと試みるものである。なお、実際にはこれらは両者を伴って行われたと考えられる。
具体的には少年を磔にし、弓矢などの飛び道具で射て、生殖器への命中度や出血の度合いなどが吉凶を示すものとなった。また、神官の手により直接性器を切断することにより、同様にその出血の仕方や流れたすじから吉凶を占うといったものもあったと言われている。
祈祷に際しては、若い男性の陰茎に針で紐を通し、互いに数珠繋ぎにして舞を奉納するといった儀式があった。また、前述の占いに用いられた者たちを清める目的で、神官自らの陰茎に刃物を刺し、その血を垂らしたり、振りかけたとされている。
人身供犠の少年の男性器を宗教儀式で切断した話は、レバノンのサイダ（旧名シドン）の「少年の塔」伝説でも伝えられている（稲垣足穂著 『少年愛の美学』 河出書房新社）。
アフリカの一部地域では、通過儀礼として、女性器切除が行われる。伝統的に成年に達した際に行われるが、若年化傾向にある。

### 宗教的教義にもとづく性器切断
宗教的儀式としての男性器切断で有名なのは、紀元前5世紀にギリシャで興り、紀元前2世紀にローマに伝わったキュベレー信仰である。祭典ではギリシャ神話のアッティスの去勢の伝説を、信徒が実際に大衆の前で自己去勢することで再現する儀式が行われていた。 
18世紀の帝政ロシアで、コンドラティ・セリワノフが始めたキリスト教のカルトであるスコプツィは、聖職者のみならず、男女の信徒にまで去勢を勧めていた。
男性信徒の場合は、まず睾丸の切除から始まり、段階的に全生殖器の除去に至る過程が、教義で定められていた。女性信徒は乳房や陰核、小陰唇などを切除した。
なお、インドで現在も行われているヒジュラーの完全去勢は、宗教的教義としての去勢という側面と、職業に就くための去勢という側面を、あわせ持っていると考えられる。
歴史的には、古代ローマ帝国の皇帝ネロが、美少年・スポルスを身代りの妻とするため去勢させ、花嫁衣裳を着せて結婚式を挙げ、常に女装させて侍らせた逸話が有名である。古代エジプトの一部の王朝では、王子が結婚するまでの間、代理妻として完全去勢した少年を侍らせる習慣があった。

### 宗教的修行としての性器切断
古代キリスト教最大の神学者、アレキサンドリアの教父オリゲネスは、性欲を絶つために自己去勢したことでも有名である。彼の弟子のヴァレリウスは、師の教えを継いで、250年からヴァレリウス派を開いたが、この宗派は去勢宗とも呼ばれている。
ビザンチン帝国には「聖職者宦官」の制度があり、「宦官修道士」のための専用修道院も建設された。コンスタンディヌーポリ総主教にも、皇帝ミカエル1世ランガベーの皇太子から聖職者宦官になった聖イグナティオス、皇帝ロマノス1世レカペノスの皇太子から聖職者宦官になったテオフラクトスなど、複数の去勢者が存在した。
日本では、陰茎のことを俗に「魔羅」と呼ぶ。これはインドの悪魔「マーラ」に由来するもので、中国大陸に伝わり漢語となったものが「魔羅」である。悪魔とは神仏に相対する存在であり、すなわち「邪」、修行の妨げとなるものと解釈される。この結果、性欲を司る陰茎が魔羅と呼ばれ、これを切断することを「羅切」と呼んだ。
宗教に身を置く者の場合、この「修行の妨げとなる禍々しき存在」はその当人に対して様々な肉体的精神的問題を引き起こす。宗派・教義にもよるが、そうした理由から去勢が慣習となるものが見られ、今尚一部の、特に民族的な宗教において存在する。一方で、教義の中で特に明記してなくとも、欲を絶たねばならない思いと、それとは裏腹に沸き上がる性的欲求とに苛まれ、切断する僧侶もおり、報じられることもある。
日本においても、平安時代の宇治拾遺物語のなかに、修行のために陰茎を羅切したように見せ掛けて寺を訪れ、見破られる「偽羅切僧」の話があり（巻一・第六・中納言師時が法師の男根をあらためた事）、僧侶の羅切という行為が必ずしも珍しくなかったことが推測される。
また江戸時代の僧侶である了翁道覚は、1662年（寛文2年）33歳の時に、性欲に悩み、迷いを断つために自ら小刀で男根を切り取ってしまった。 その後、傷口の治療に自ら使用した薬を、「錦袋円」と名づけて売り出したところ、江戸名物になったと言われている。
最近の具体例としては、2006年、タイで35歳の仏教修行僧が自ら陰茎を切断し、病院に担ぎ込まれるも接合手術を拒否した事例がある。

## 罰としての性器切断
これは、法令で定められた刑として行われる場合と、体罰あるいは私刑として行われる場合がある。もっとも、実際上は、ホルモン注射が殆どであり、肉体的な切断を伴う刑罰は殆どの国で憲法上禁止されている。実際に行われたケースも、受刑者の選択により行われたのみであり、強制的に性器を切断するケースはない。肉体刑は中国ですら禁止される傾向にあることからもわかるとおり、世界的な非難を浴びる傾向が強く、今後はますます廃れていくといわれる。

### 正式な刑としての性器切断
刑罰としての男性器の切断は、身体刑としての切断部位がたまたま男性器であった場合、性犯罪の報復刑または予防刑としての性格を持つ場合、連座刑として、子孫を絶つ目的で行われる場合がある。
性犯罪の予防としての去勢刑は、被告人による懲役刑との任意の選択として、現在でもアメリカ合衆国の一部の州で執行されており、多くは薬物注射による去勢であるが、テキサス州では、手術による、睾丸切除も認められている。最近の執行例としては、1997年と2007年に行われている。
同じく、女性の性犯罪や姦通罪の予防として、女性器割礼がアフリカの一部で行われている。女性器割礼は様々な目的があるが、夫以外の者との性行為が性犯罪のように強い非難を浴びる地域では、ある種性犯罪の予防としての側面も有する。クリトリスを切除し、大陰唇を糸で結びつけ性行為ができないようにするケースもある。
刑の執行は、切断方法によっても大きく3種類に分類され、睾丸を除去し去勢する方法、陰茎を切断する方法、そしてその両方を伴うものがある。もっとも、これらの刑が強制的に実施されることは、先進国ではない。先進国で強制的に行われるのは、もっぱら、ホルモン注射のみである。このホルモン注射ですら、受刑者の希望がなければ、できないとされる国もあるほど、去勢刑に対しては、先進国では強い非難を浴びている。
一般によく知られている中国の宮刑は、両方とも除去した「完全去勢」がほとんどであった。中国で宮刑を受けた人物では司馬遷が有名である。また15世紀のアフリカ大陸のモシ族の宦官は、陰茎のみ切断される「羅切刑」を受けた罪人出身者であった。
陰茎に血液を供給する動脈には陰茎背動脈、海綿体動脈、球部動脈、尿道動脈があるが、羅切刑では、切断部位によってはこれら全てが切断される。順流で血圧の高い動脈からの出血を止められないと死に至る（陰茎には静脈洞である海綿体があるが、血圧の低い静脈からの逆流を止血するのは動脈より容易）。うまく止血できたとしても、傷口から入った細菌により感染症で死亡することもある。失血死や感染症による死亡は、睾丸摘除においても同様に起こり得る。
女性器切除も、劣悪な環境で行われることが多く、感染症による死亡例は後を絶たない。
また、宦官手術の際、術中術後の尿道確保は必須であり、宦官への登用見込みのない受刑者の場合にはそうした処方がなされないことも少なくなく、尿道閉鎖によって排尿不能となり、腎不全から死亡するケースもあった。このように、身体の一部を切断するこれらの刑罰には死の危険が伴っていた。
なお、中国では、古来から身体を無闇に傷付けることはもっとも非倫理的な行為であると考えられ、死後も家族の墓へ埋葬されることはなかった。また、去勢は子孫繁栄を不可能に到らしめるものであり、歴史の中では死刑よりも重い位置に置かれることもあった。特に重罪とされた場合には、主犯を死刑に処し、その家族らを宮刑とした。すなわち、事実上の「御家取潰し」である。
日本にも宮刑は存在した。「皇帝紀抄」によると、1207年に法然の弟子である法本坊行空と安楽坊遵西が、女犯の罪で羅切の刑に処せられたとの記録がある。また「後太平記」によると、「建武式目」には、男性のみならず女性への宮刑も定められていたという。

### 体罰としての性器切断
実際の切断を伴わずとも、脅しとして扱われるケースはしばしば見られる。これらには上記のような家系的・殺傷的な目的は通常含まれていないと考えるのが相当であるが、一方でそうした脅しや体罰を試みる背景にはサディズム的な性器切断としての心理が働いていると解釈できる。
正式に宮刑という去勢刑が存在した中国においても、権力者による私刑の例がある。唐の歴史書「旧唐書」によると、安禄山には12～13歳の契丹人の少年、李豬児が仕えていたが、彼は一筋縄ではいかぬ悪賢い子であったため、もとより短気であったと伝えられる安禄山は、ある日、立腹の余りに突然、李豬児の衣服を剥ぎ取り、その生殖器を切り落として完全去勢した。李豬児は大量出血で仮死状態となったが手当の結果一命をとりとめたため、以降宦官として用いられたという。なお、この一件とは関係無く李豬児は安禄山の稚児的存在として仕えていた記録があり、著しく巨体である安禄山の帯を締めるなど、世話係をしていたとも伝えられている。こうしたことから、あるいは私刑からは離れた性的サディズムにおけるものであった可能性も否定はできない。
一方、昭和20年代の日本でも、千葉市加曽利町（現・千葉市若葉区加曽利町）にあった「旭療護園」という知的障害施設で、性的非行・犯罪を犯した10代後半の4人の男子入園者が、極秘裏に去勢された事件があり、それが判明してから大きな人権問題となった。 
また、同じく千葉県船橋市の児童養護施設で起きた恩寵園事件ではマスターベーションなどに対する体罰の目的で男児2名が当時の園長によって性器の一部を切られるなどしている。
アフリカにおいて、姦通罪を犯した罪人が、クリトリスやその他の女性外性器を切除されるケースがあるが、それが私刑として行われるケースがある。
筒井康隆の短編小説『悪夢の真相』には、ハサミを持った怖い女がいるのでトイレに行けないという男の子が登場する。ことの真相は、彼がしばしばおねしょをするために母親が「おちんちんを切ってしまう」と脅したことに起因し、これにより彼の中で築き上げられた悪夢による幻影が正体であった。すなわち、その「怖い女の人」の持つハサミは、男の子の性器を切断するための道具であった。

### 私刑としての性器切断
怨恨や嫉妬、或いは恋愛のもつれなどの理由によって衝動的ないし計画的に行われることがある。恋愛や嫉妬に絡んだ私刑の場合、切断する相手を他の人物に渡したくない、あるいは相手が他の人物のところへと行くことに憤りを覚えるか、もしくは相手自身を手元に残しておきたいという衝動から行われ、性に直結する由緒がある。こうした事件は日本では阿部定事件が知られており、この類の事例は世界各地で枚挙に暇がない。
恋愛関係や嫉妬の対象が巻き込まれるとは限らず、インドでは2004年、結婚の持参金を断られたことを理由に相手の女性を殺害しようとして未遂に終わり、代わりに7歳の弟が性器を切断されて重体となった例もある
一方、恋愛関連以外では2004年、タイで金銭を窃盗した少年たちが、盗まれた男性に捕まり、性器を切断される事件が起きている。
男性が自分の妻や恋人に性的交渉を行ったものに対する復讐として相手の性器を切断することがある。映画『バラキ』(原題:The Valachi Papers1972年)においては、親分の女に手を出したマフィアの構成員が私刑として、性器の切断をされる場面がある。絶望した被害者は友人のバラキに自分の殺害を依頼しバラキはそれを実行している。
2015年には、日本の東京都港区の法律事務所に勤めていた当時42歳の男性弁護士が、同じ事務所に勤める女性の夫により性器を枝切狭で切断の上、切り取った性器を水洗便所に流される事件が発生した。この女性と被害者の弁護士は不倫関係にあり、不倫が発覚した際に女性が保身を図り夫に対し強姦されたなどの嘘の言い訳をした事が事件の原因であった。
性器切断を伴う犯罪事件については阿部定事件#類似の事件を参照。

## 職業のための性器切断
就職のために、自己去勢する例も多い。大きく分けて次の3例が知られている。

### 宦官になる目的での性器切断
皇帝や王などの権力を有する者は、奴隷や召使など、庶務雑用その他を担わせる多くの部下を抱えていたが、正室・側室の別を問わず、またそれがどちら側からによるものであるかに関わらず、強姦もしくは不倫といった関係に到るおそれがあることに危惧する者もいた。また、少年を妾として従えることもあり、こうした部下や妾が宦官とされる国や地域が存在した。
中国の皇帝は、後宮に女性からの誘惑に屈することのない宦官しか住まわせなかった。宦官の供給源は、当初は宮刑を受けた罪人を当てたが、やがて後宮の役人を志願して去勢する「自宮」が、盛んになってくる。たとえば、春秋時代の斉の桓公の家臣であった 豎刁（ジュチョウ）は、桓公の後宮を管理することを願い出たのち、短刀で陰茎、陰嚢もろとも切断したと伝えられている。こうして隋の時代には、去勢が刑罰にならなくなり、五刑から正式に宮刑が消えた。
唐滅亡直前の901年から北宋建国後の971年まで、広州に首都をおいた南漢国は、南海貿易商人上がりの劉氏が興したが、5代にわたる国王は徹底した宦官登用者で、家臣のうちの有能な者や文官試験の優秀者など、ぜひ国家が必要とする者は、まず去勢してから用いた。 
宋代には自宮が当然のこととなり、正式に自宮する手続きが定められた。明代の政府の公式記録である「皇明実録」は、「今や愚民は争って自分の子や孫を去勢して、栄華を夢見ている」と記録している。こうして明代には宦官になる目的は権力を握るためとなるが、清代になって宦官は政治の表舞台からは遠ざけられた。
中国では「切り師」と呼ばれる宦官手術専門の職人が現れ、免許制度が敷かれていたが、実際にはいわゆるモグリの切り師が闇商売をしており、支払い次第で宦官手術が行われることが横行していた。また、誘拐して手術を行い、宮廷に売り込むといった人身売買的なことも行われていたという。「切り師」は免許制ではあったがほぼ世襲制であり、こうした訓練のために宦官になる如何に関わらず練習目的で手術を施された例もあることは想像にかたくない。
現在ではあまり使われることはないが、中国には陰茎を表す漢字「」が存在する。「了」を反転された形状をしているが、男性器が勃起した様子を示した象形文字であるとされている。また幼いことを意味する「幺」を偏（へん）に持つ、子どもの陰茎を表すための字「」も用意されていた。こうした文字が個別に存在することからも、いかに童宦が多かったかを物語っているといえる。なお、中国語には昔から現代に到るまで、文字を単数で表さず、2文字並べて表現する習慣があり、「」が日本語に音訳されたものが「ちんちん」であるとも言われている。また、この文字に宦官手術を受けた証明である「宝」を続けた「宝」が「ちんぽう」となったとも言われる。
なお、海綿体は陰茎の根元よりも更に下腹部内部へと伸びており、切断術を行っても勃起は可能である。完全去勢が原則ではあるが、少なくとも術後しばらくの間は去勢を施されても性欲は残り、性的興奮によって勃起を生じたと記録される。また、血管の密集した部位であることなどから切断面が盛り上がるという現象が個人差こそあれ、見られたという。このため、実際には年に数度、再生した陰部を切除する再手術が行われた。
西アジアでは乾燥した気候を生かした手術が行われ、砂漠の砂が傷口の化膿防止に使われることもあった。また、宗教上の理由から当該宗教の信仰者を宦官にできないなどの事情から、その人物、多くは奴隷や少年であるが、彼らが異教徒ないし無宗教か信仰する宗教のわからぬ異国の者であることを証明するために手術は公衆に公開され、ショーとしての側面も持ち合わせたことも多いとされる。
日本においては、制度としての宦官はなかった。ただし古川柳に「奥家老、羅切したのを、鼻にかけ」という作品が伝わっていることから、大奥を預かる家老職に、自宮を行った例があるという見方もあるが、実際のところは不明である。 

### 去勢歌手（カストラート）になる目的での性器切断
カストラートは、中世ヨーロッパに普及した、変声期前の少年時代に去勢された男性歌手である。当時、教会内では女性が歌うことができなかったため、成人した男性歌手では出せないソプラノパートを担当する歌手として重用された。
1550年～1600年頃にローマから始まり、教会音楽からオペラにも進出した。1650年～1750年頃にヨーロッパ各地で最盛期を迎えるが、そのブームが過ぎ、カトリック教会の女性信徒の歌も解禁されるなどして、徐々に廃れ、19世紀半ばには時のローマ教皇の命により人道的見地から禁止された。

### 男娼となるためになる目的での性器切断
古くは世界七不思議のひとつ、エペソのアルテミス神殿の神官を兼ねた「去勢娼夫」が有名である。
現在のインドのヒジュラー志願者には、宗教的動機のほかに、娼夫として収入を得る目的の者も存在し、現実に大都市のヒジュラーは、売春で生業を立てている場合も多い。
また、ヨーロッパやアジアなど、ユーラシア全域では少年を去勢して中性的な容姿を持つ去勢男娼にすることがあった。

### 従順な奴隷になる（する）目的での性器切断
去勢すると家畜は従順になり命令に従いやすくなることを知っていたシュメール人は、この原理を人間にも適用していた。シュメール人は戦争捕虜のうち、男性は殺し、女性は奴隷としていたが、この女奴隷が生んだ男の子はまず去勢されてから、川舟曳きなどの重労働をさせられていた。これも宦官の一種であるが、シュメールに対する反抗心をなくすために去勢されたもので、後宮に用いられたわけではない。この去勢奴隷はシュメール語で「去勢牛」と同じ名詞で呼ばれていたという。

## 戦争における性器切断
これは捕虜を去勢された奴隷として使用しようとする目的で行われるものと、性器そのものを蒐集する目的で行われるものがある。

### 戦争における捕虜の懲罰または奴隷化のための去勢
中国の殷代の出土品の甲骨文字から、捕虜にした羌民族を去勢して宦官にするかどうか、占ったと思われるものが発見されている。
唐の皇帝玄宗に仕えた高力士は、嶺南討撃使の李千里により、征服された辺境住民の子として、去勢されてから朝廷に献上され、宦官となった。また、明代に大航海を行った鄭和も、いわゆる辺境の異民族で捕虜となり、宦官にされたものである。
これらには、敵対した民族の子孫を絶やすという目的と、捕虜となった者を従順で扱い易くするという目的とがあった。

### 戦功の証拠品としての性器切断
殺傷した敵軍兵士の身体の一部を切り落とし、勲章とする風習があり、男性器もしばしばその対象となった。これは自らが討ち取った人数を表すとともに、他の兵士に対して優越性を示すものでもあった。この習慣は、特にアフリカ東部の各地の、部族間の抗争時で盛んに行われていたことが報告されている。古代オリエントでは戦争捕虜のペニスを切断して奴隷とした。

## カニバリズムとしての性器切断
これは、全身を食料と考える広義のカニバリズムと、男性器のみを食することを目的とした場合に大別される。

### 食人を目的とした性器切断
コロンブスの新大陸発見時に、原住民のカリブ族に、食人として捕らえられているアラワク族を解放したが、捕らえられていたアラワク族は、太らせて肉を柔らかくするために、去勢されてから肥育されていた。

### 児童の遊戯としての性器切断
児童は男女の別に関わらず、肉体的な快感とは別に、男性器への強い関心を示す傾向が見られる。これはフロイトによれば男根リビドーと呼ばれ、この関心を示す時期を「男根期」というが、去勢への恐怖・願望を伴うことがあり、性器切断を思わせるフレーズに強くひかれる様子が見受けられるのはこのためであるとされる。故意に性器に対して痛覚や温度的な刺激を与えるなどし、ときには自傷行為に及ぶこともある。

## 外科的治療手段としての性器切断

### 生殖器に発生した病変の治療のための性器切断
症病によっては治療の一環として性器の切除手術を余儀なくされる場合がある。こうした医学的理由による切除の原因は外傷もあれば様々な症病の種類も多様であるが、陰茎切断や睾丸摘出はガン、陰嚢切断はフルニエ壊疽に対する場合が典型例である。性器の切断そのものが目的ではなく、治療の手段として行われるやむを得ぬものであるため、できうる限り残すか、もしくは人工的に性器を形成する手術（陰茎再建術/陰嚢再建術）を伴うこともある。ちなみに医学用語の「陰茎切断術」はPenectomy（ドイツ語：Penektomie）の訳語である。
陰茎部分切断術
"Partial penectomy"の訳語で「陰茎半切断術」とも訳される。あくまで大雑把な指標であり個人差も大きいが残存陰茎長が勃起時で6cmあれば性交に支障なく、平常時で3cmあれば立位排尿が可能。日本の医療史においては腫瘍による切断の最年少は14歳の少年が泌尿生殖器の腫瘍で手術を受けた記録がある。これは厳密にはガンではなく良性腫瘍であったが、症状が進行しており陰茎切断、後に再建手術を受けている。
陰茎全切断術
"Total penectomy"の訳語。根部海綿体まで摘出する場合は特に"Radical penectomy"ともいい「陰茎全摘」とも訳される。これは海綿体から尿道を長めに剥離温存し、根部海綿体を恥骨結合から剥離、肛門直前で左右に分かれる陰茎脚の部分で切断する。日本では16歳で海綿体繊維腫のためこの手術を受けたのが（腫瘍による切断の）最年少である。
全除精術
"Total emascultion"の訳語。「全去勢術」「全陰部切断術」「外陰全摘」とも訳される。陰茎・睾丸・陰嚢の男性外性器一式すべてを切除する。日本では腫瘍によるこの手術の適用例の最年少は22歳の陰茎がん患者で、退院直前に陰茎のみの再建手術を受けている（陰嚢、睾丸は再建せず。またこの再建陰茎は尿道を通しておらず、外見を繕うものであり立位排尿を可能にするものではなかった）。
Jackson分類法によるガンの病期分類では1期～2期が部分切断、2期～3期が全切断の適用となる。4期に到るとガンの増殖、転移が陰茎に留まらず、あるいはリンパ節に及ぶため、手術が困難もしくは不可能となる。
なお、2006年には中国の広州で、事故によって性器を損傷した44歳の男性が脳死したドナーより移殖を受けたが、術後経過に難があり、患者の要望によって再切断を行った事例がある。極めて珍しいケースと言えるが、性器の生体移植自体、自家移植（接合整復）を除くとこれが世界で初めてのことであった。

### 割礼事故としての性器切断
割礼、すなわち包皮の切除術が比較的一般的である国や地域では、その施術ミスによって陰茎の一部もしくは大半を欠損する事故も起きている。次節で触れるデイヴィッド・ライマーの件もその一例である。
先進国の多くでは正規の医療施設での包茎手術が整備されているが、一方で家庭でも手軽に施術の行える器具が市販されている。仕組みは器具によって様々であるが、亀頭の包皮を内側と外側から挟み込み、巻き込んだ後にトリガーを動かして器具内部の刃によって切除するといったものが挙げられる。家庭での使用を念頭に置いてあるため、ビデオなどの映像による説明書が添付されていることが多いが、誤って包皮を両側から挟み込まずに作動させ、亀頭に損傷を負うといった事故は懸念される。

### 事故による治療としての性器切断
1966年、割礼手術の医療ミスにより当時生後8ヶ月であったデイヴィッド・ライマーは性器のほとんどに重度の火傷を負うという事故が発生した。これに伴い、彼の形成を行うために1967年、性別再指定手術を施された。

### インターセックスへの性器切断
染色体的には女性（男性）でありながら男性器（女性器）、もしくはこれに準ずる器官を有したり、男女どちらともつかない外性器を持って生れる個体が存在し、これをインターセックスと呼ぶ。
特殊なケースとしては1996年および2001年、中国の重慶市に生まれた姉妹が挙げられる。重慶朝報、および腾讯网新闻中心（テンシャンネット・ニュースセンター）の報じるところによれば長女は両性具有であり、2歳の頃から外陰部に矮小陰茎が形成されていった。外科手術によって切除したが、数年を経て再生した。一方、次女は先天的半陰陽であり、2007年現在、両親は家庭の経済的な理由から長女の再手術、次女の手術を見送っている。

## テーマとしている文学
- ジョイス・ポーター（著）、小倉多加志（翻訳） 『切断』 早川書房、1976年、ISBN 4-15-071751-6
- キングズリイ・エイミス（著）、橋本治（翻訳） 『去勢』 サンリオSF文庫 ASIN  B000J7EKAU
- 浅田次郎（著）、『蒼穹の昴』 講談社文庫・全4巻 ISBN 4-06-274891-6, ISBN 4-06-274892-4, ISBN 4-06-274893-2, ISBN 4-06-274894-0